# ずっと一緒
「ずっと一緒」（ずっといっしょ）は、日本の歌手JAY'EDの2枚目のシングルである。

## 概要
- メジャー2枚目となるシングル
- PVには、女優の長谷部瞳、細田善彦が起用されている。ストーリーは2人が浜辺でデートをしたり、カメラで互いを撮影し合いながら距離が縮んでいというくストーリー。時にはサーフィン中に女の子に声をかけられて喧嘩をするが最終的に仲直りするストーリーで、最初の方でPV撮影中のJAY'EDを撮影してしまい、撮影スタッフに注意を受けるシーンや、休憩中の目の前を通るなどJAY'ED自身も演技を披露している最後にも最初に注意を受けているシーンがあるため、何度見てもまた最初に戻るという遊び心満載のPVである。

## 収録曲
1. ずっと一緒
2. This Summertime
3. Missing

## 楽曲の収録アルバム
- オリジナル『MUSICATION』（2009年10月28日）